# Structure départementale des votes à l'élection présidentielle française de 1974
 (décembre 2018).
Si vous disposez d'ouvrages ou d'articles de référence ou si vous connaissez des sites web de qualité traitant du thème abordé ici, merci de compléter l'article en donnant les références utiles à sa vérifiabilité et en les liant à la section « Notes et références ».
En France, l'élection présidentielle de 1974, qui a vu la victoire de Valéry Giscard d'Estaing de justesse, est caractéristique du duel gauche-droite de l'époque. En effet, les tendances électorales sont très dépendantes de la situation sociale des électeurs. Les départements affichent aussi de grandes différences entre eux.

## Score minimal et score maximal par candidat

### En métropole
| Candidat | Candidat                 | Minimum | Minimum        | Maximum | Maximum             |
| Candidat | Candidat                 | %       | Département    | %       | Département         |
| -------- | ------------------------ | ------- | -------------- | ------- | ------------------- |
|          | Jacques Chaban-Delmas    | 4,37    | Puy-de-Dôme    | 36,01   | Gironde             |
|          | René Dumont              | 0,49    | Corse          | 2,32    | Paris               |
|          | Valéry Giscard d'Estaing | 14,54   | Gironde        | 46,92   | Lozère              |
|          | Guy Héraud               | 0,03    | Aube           | 0,45    | Bas-Rhin            |
|          | Alain Krivine            | 0,20    | Corse          | 0,62    | Aude                |
|          | Arlette Laguiller        | 0,54    | Corse          | 4,21    | Creuse              |
|          | Jean-Marie Le Pen        | 0,40    | Indre-et-Loire | 1,32    | Pyrénées-Orientales |
|          | François Mitterrand      | 27,77   | Vendée         | 57,02   | Nièvre              |
|          | Émile Muller             | 0,10    | Corse          | 7,57    | Haut-Rhin           |
|          | Bertrand Renouvin        | 0,08    | Corse          | 0,28    | Vaucluse            |
|          | Jean Royer               | 0,73    | Corse          | 33,81   | Indre-et-Loire      |
|          | Jean-Claude Sebag        | 0,06    | Corse          | 0,22    | Bouches-du-Rhône    |

## Premier tour
|                                          |  |                                               |
| Candidat arrivé en tête par département. |  | Candidat en seconde position par département. |

## Second tour

Résultat du second tour par département :
François Mitterrand (plus de 55 %)
François Mitterrand (entre 50 et 55 %)
Valéry Giscard d'Estaing (entre 50 et 55 %)
Valéry Giscard d'Estaing (plus de 55 %)

### Records par département
Les dix départements métropolitains ayant le plus voté Valéry Giscard d'Estaing au 2d tour de l'élection présidentielle de 1974.
| N° | Département     | Pourcentage |
| -- | --------------- | ----------- |
| 67 | Bas-Rhin        | 67,03 %     |
| 53 | Mayenne         | 66,98 %     |
| 85 | Vendée          | 66,94 %     |
| 68 | Haut-Rhin       | 65,77 %     |
| 50 | Manche          | 65,42 %     |
| 48 | Lozère          | 64,32 %     |
| 49 | Maine-et-Loire  | 63,24 %     |
| 56 | Morbihan        | 62,17 %     |
| 35 | Ille-et-Vilaine | 61,78 %     |
| 61 | Orne            | 60,59 %     |

Les dix départements métropolitains ayant le plus voté François Mitterrand au 2e tour de l'élection présidentielle de 1974.
| N° | Département         | Pourcentage |
| -- | ------------------- | ----------- |
| 09 | Ariège              | 63,54 %     |
| 11 | Aude                | 61,89 %     |
| 93 | Seine-Saint-Denis   | 61,59 %     |
| 58 | Nièvre              | 61,34 %     |
| 87 | Haute-Vienne        | 60,00 %     |
| 62 | Pas-de-Calais       | 57,90 %     |
| 32 | Gers                | 57,76 %     |
| 65 | Hautes-Pyrénées     | 57,12 %     |
| 66 | Pyrénées-Orientales | 56,65 %     |
| 31 | Haute-Garonne       | 56,37 %     |

### Départements proches de la moyenne nationale
Les neuf départements métropolitains dont le vote est le plus proche de la moyenne nationale au 2e tour de l'élection présidentielle de 1974.
| N° | Département       | % VGE   | Écart / national |
| -- | ----------------- | ------- | ---------------- |
| 77 | Seine-et-Marne    | 50,70 % | +0,03            |
| 92 | Hauts-de-Seine    | 50,45 % | -0,22            |
| 51 | Marne             | 50,90 % | +0,23            |
| 17 | Charente-Maritime | 50,40 % | -0,27            |
| 27 | Eure              | 50,97 % | +0,30            |
| 73 | Savoie            | 50,34 % | -0,33            |
| 39 | Jura              | 51,03 % | +0,36            |
| 10 | Aube              | 51,03 % | +0,36            |
| 70 | Haute-Saône       | 50,18 % | -0,49            |

## Sources
Le Quid, 1980